# کارناروون، استرالیای غربی
کارناروون (به انگلیسی: Carnarvon) یک شهرک در استرالیا است که در Shire of Carnarvon واقع شده‌است.